# 1003
Anul 1003 (MIII) a fost un an obișnuit al calendarului iulian.

## Evenimente

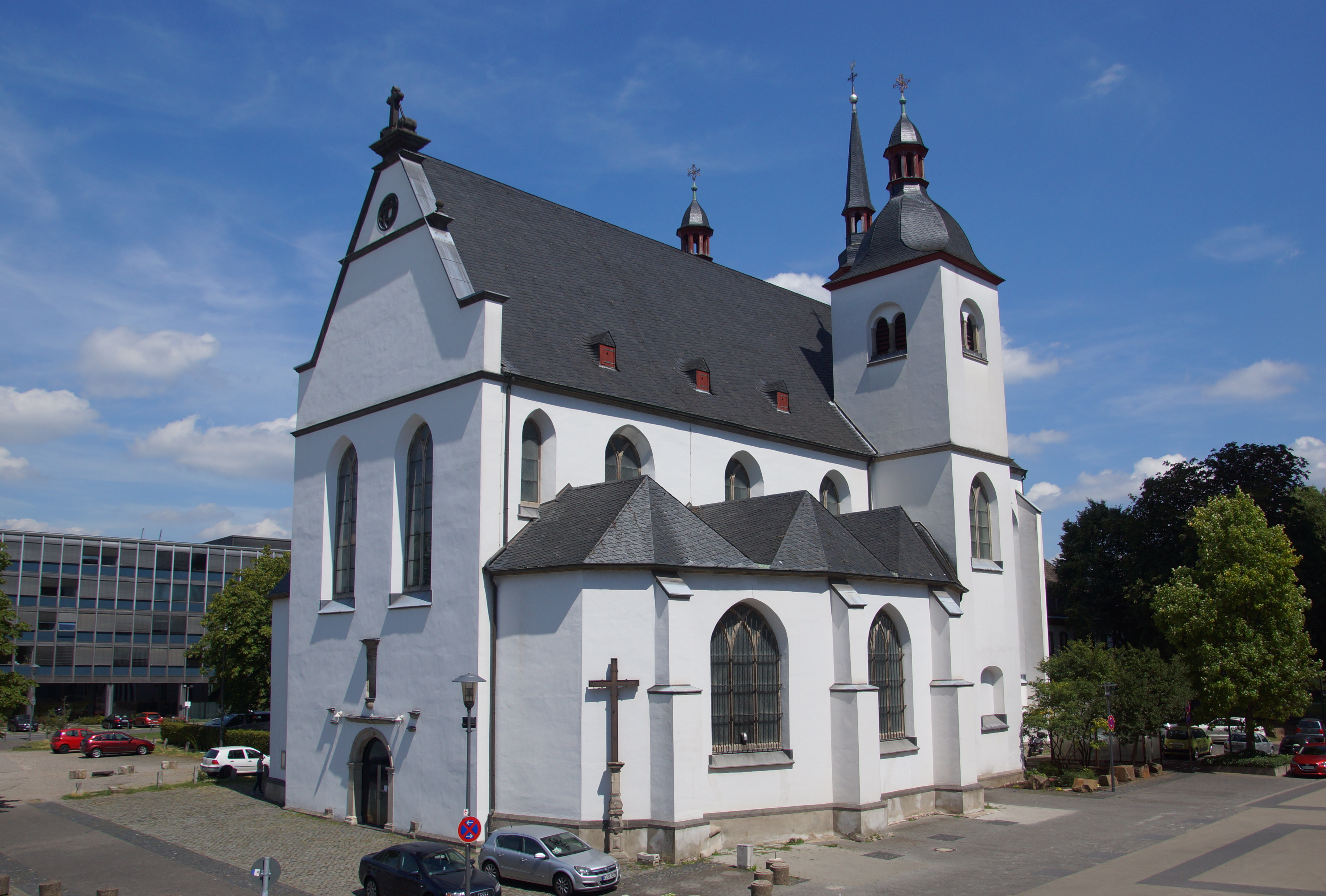
Mănăstirea Deutz din Germania

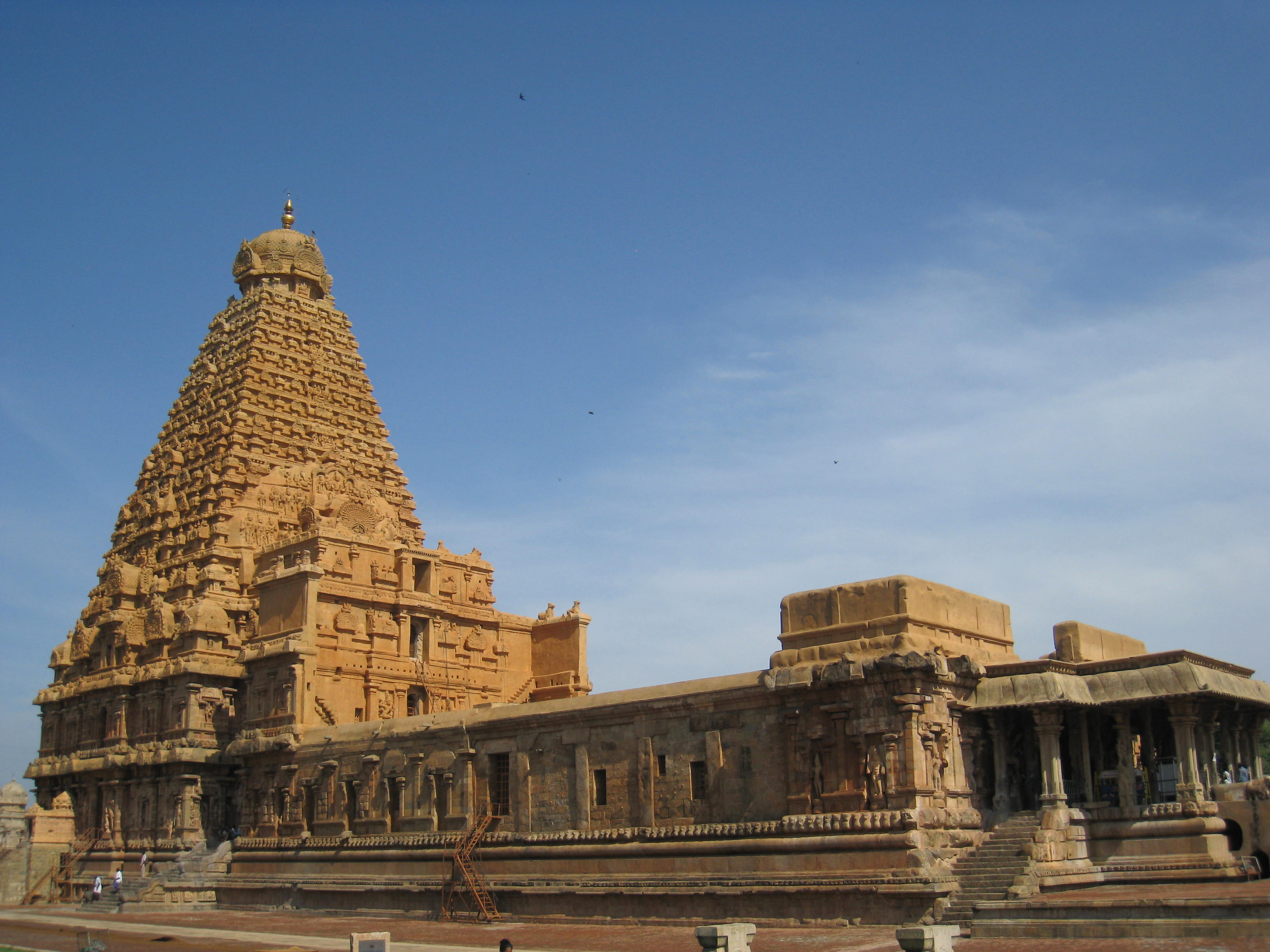
Incepe construirea Templului Brihadisvara din India

### Europa
- 9 februarie: Boleslau al III-lea este readus la autoritate cu sprijinul armat al ducelui Boleslau I cel Viteaz   din Polonia. În lunile următoare, frații lui Boleslaus, Jaromír și Oldřich, fug în Germania și se plasează sub protecția regelui Henric al II-lea, în timp ce Boleslaus ordonează masacrul boierilor săi nobili de la Vyšehrad.
- 12 mai: Papa Silvestru al II-lea moare după un pontificat de 4 ani. El este succedat de Ioan al XVII-lea ca al 140-lea papă al Bisericii Catolice.
- 6 noiembrie: Ioan al XVII-lea moare după un pontificat de aproximativ 7 luni și este îngropat în Bazilica Lateranului de la Roma.

### Nedatate
- Bătălia de la Albesa. Forțele musulmane ale califatului de Cordoba înving armatele creștine nordice din León, Pamplona și Castilia.
- Contele Oliba (Taillefer) Ripoll preia obiceiul benedictin la Mănăstirea Santa Maria de Ripoll.
- Heribert, arhiepiscop de Köln, întemeiază mănăstirea Deutz (Germania).
- Războiul germano-polonez: Bolesław I anexează Boemia și părți ale Moraviei (Slovacia modernă). Nobilii germani sub Henric de Schweinfurt se revoltă împotriva lui Henric al II-lea (căruia i s-a promis ducatul Bavariei).
- Regele Robert al II-lea (cel Cuvios) invadează Burgundia, dar nu reușește. După acest eșec, Robert  divorțează de a doua soție, Bertha de Burgundia, și se căsătorește cu Constance de Arles, care devine regină consortă a Franței.
- Regele Rudolf al III-lea al Burgundiei îl învestește pe Humbert I (Mâna Albă) cu domeniile Ducatului de Aosta. El devine primul conte al Casei de Savoia.
- Regele Sweyn I (Forkbeard) debarcă cu o flotă vikingă daneză în Anglia de Est, devastând peisajul rural. Northumbria i se predă.
- Regele Ștefan I al Ungariei invadează Transilvania și înființează Eparhia Transilvaniei (dată aproximativă).

### Asia
- Construirea Templului Brihadisvara din Tamil Nadu (India modernă), în timpul dinastiei Chola.
- Împăratul Sheng Zong al Kithanului (dinastia Liao) conduce o expediție în Mongolia și supune tribul Zubu, care este obligat să plătească un tribut anual.

## Nașteri
- Amatus, episcop de Nusco (d. ?)
- Conrad al II-lea (cel Tânăr), duce de Carintia (d. 1039)
- Eduard (Eadweard Confesorul), rege al Angliei (d. 1066)
- Frederick, duce de Lorena de Jos (d. ?)
- Hedwig (sau Advisa), prințesă franceză (d. ?)
- Herleva, nobilă normandă (d. ?)
- Ibn Hayyus, poet și panegir sirian (d. 1081)
- Ibn Zaydún, poet și scriitor andaluz (d. 1071)
- Jing Zong, împăratul chinez al Xia de Vest (d. 1048)
- Liudolf de Brunswick, margraf din Frisia (d. 1038)
- Musharrif al-Dawla, emirul Buyid al Irakului (d. 1025)

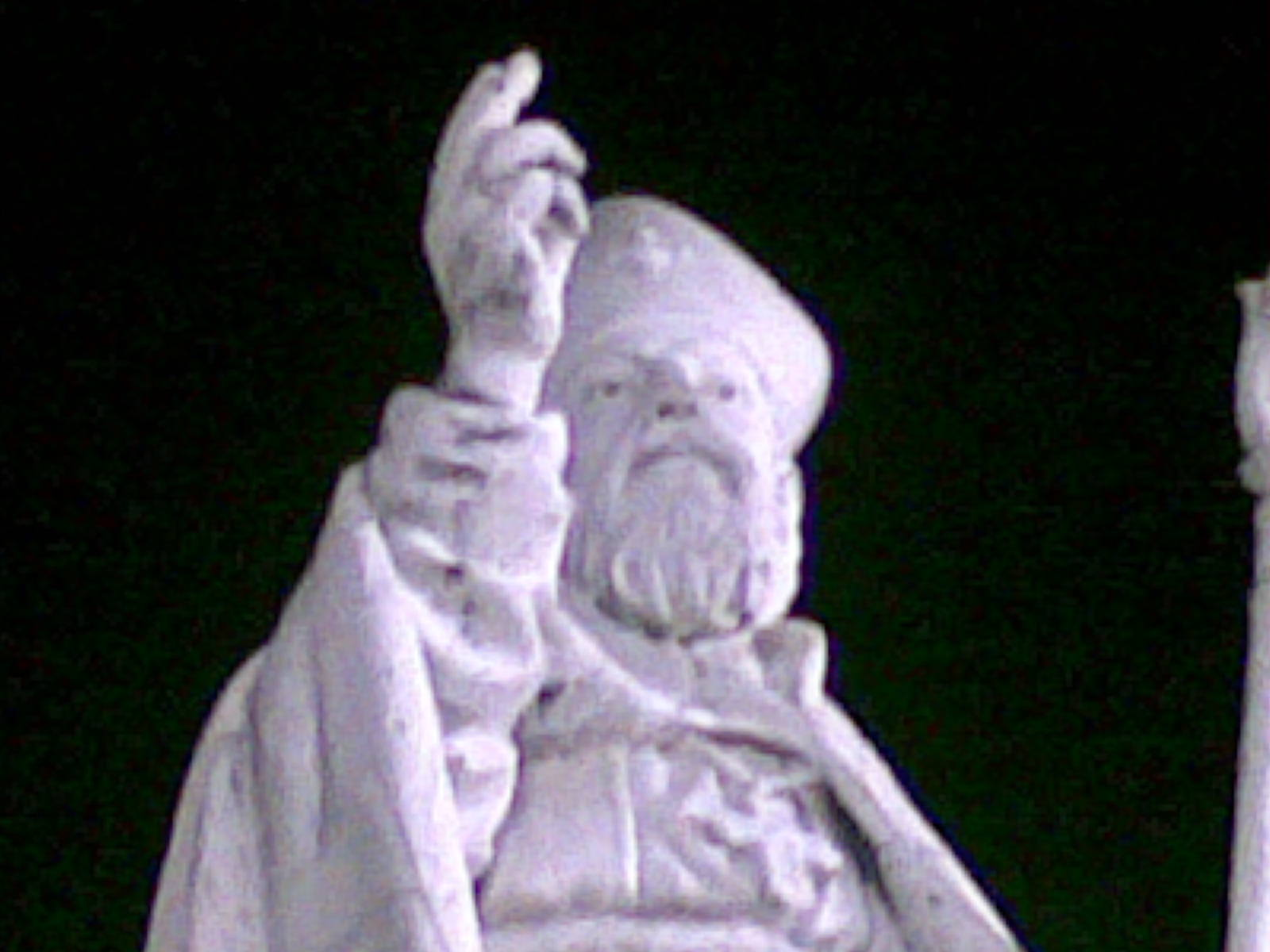
Amatus , episcop de Nusco

## Decese
- 19 ianuarie: Kilian de Köln, stareț irlandez (n. ?)
- 25 ianuarie: Lothair I, margraf al Nordmarkului (n. ?)
- 4 mai: Herman II, duce de Suabia (Germania), (n. ?)
- 12 mai: Silvestru II, papă al Bisericii Catolice (n. ?)
- 11 iulie: Al-Mansur al-Qasim al-Iyyani, Zaidi imam (n. ?)
- 3 august: At-Ta'i, calif abbasid din Bagdad (n. 932)
- 6 noiembrie: Ioan XVII, papă al Bisericii Catolice (n. ?)
- 24 decembrie: William al II-lea, nobil german (n. ?)
- 27 decembrie: Emma de Blois, ducesă de Aquitaine (n. ?)
- Atanasie Athonitul, călugăr bizantin (n. 920)
- Brian McMaelruanaidh, rege al Maigh Seóla (Irlanda), (n. ?)
- Didda, regină consortă și regentă din Kashmir (India), (n. ?)
- Erik cel Roșu, explorator viking norvegian (n.c. 950)
- Flannchad ua Ruaidíne, stareț de Clonmacnoise
- Grigorie de Narek, teolog armean (n. 951)
- Gurgen IV, rege al Vaspurakanului (Armenia), (n. ?)
- Ibrahim ibn Baks, savant Buyid și medic (n. ?)
- Philotheos, patriarh al Alexandriei (Egipt), (n. ?)
- Rozala, regină franceză și contesă de Flandra (n. ?)
- Vladivoj, duce de Boemia (n. ?)